# Lista de distritos de Santa Maria (Rio Grande do Sul)

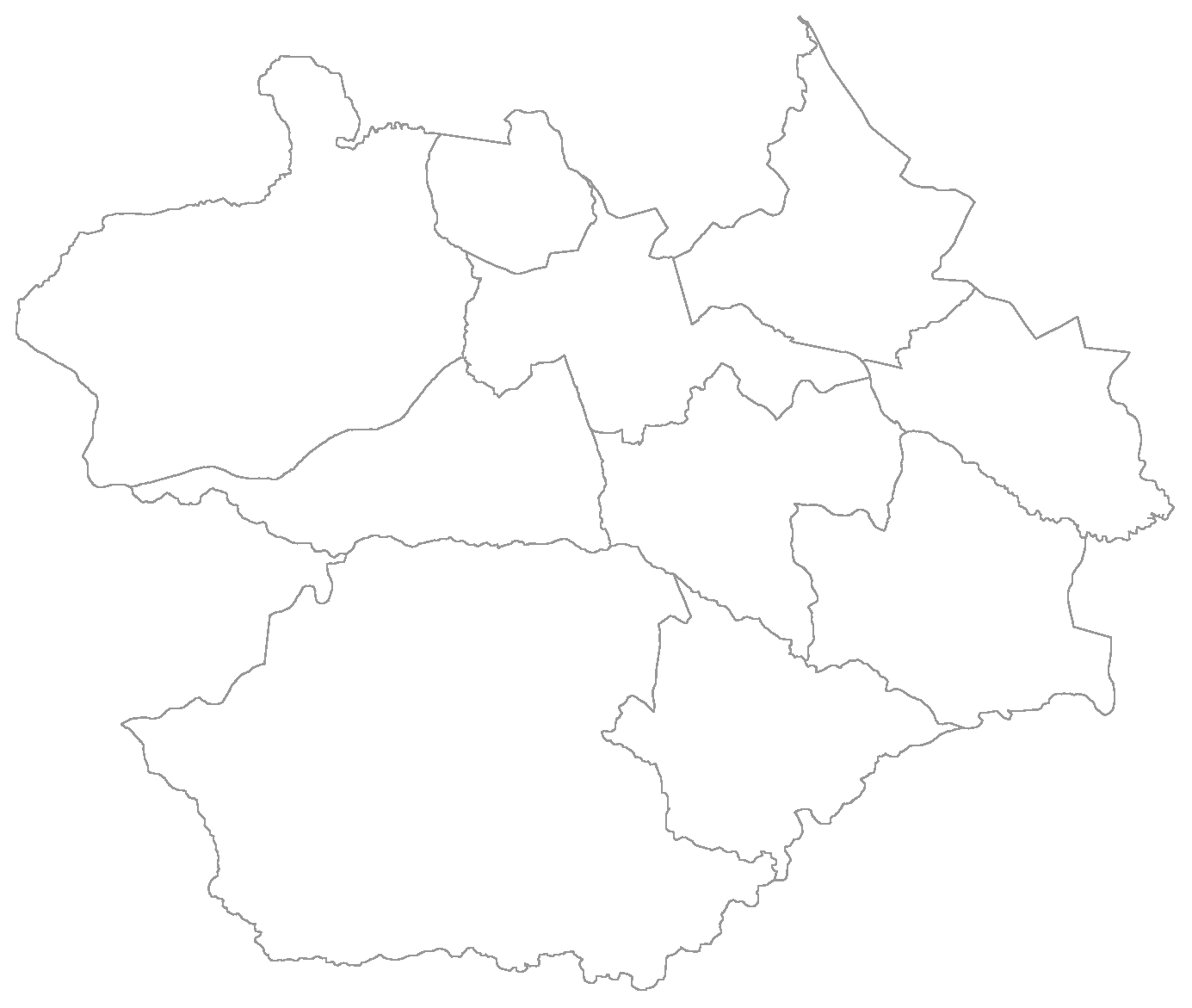
Mapa de Santa Maria segundo a divisão distrital do município

Essa é a lista de distritos de Santa Maria, que são uma divisão oficial do município brasileiro supracitado, localizado no interior do estado do Rio Grande do Sul. As subdivisões estão de acordo com dados dos censos demográficos realizados pelo Instituto Brasileiro de Geografia e Estatística (IBGE). O distrito-sede, que é onde se encontram muitos dos bairros de Santa Maria e o centro da cidade, foi criado pela lei provincial nº 6 de 17 de novembro de 1837, então pertencente a Cachoeira do Sul e com o nome de Santa Maria da Boca do Monte.
Santa Maria foi elevada à categoria de vila pela lei provincial nº 400 de 16 de dezembro de 1857, vindo a ser instalada em 17 de maio de 1858. Desde então, ocorreram a criação e desmembramento de diversos distritos do município, sendo que a última emancipação foi de Dilermando de Aguiar e Itaara, desmembrados em 28 de dezembro de 1995. De acordo com o IBGE, restavam dez distritos em 2022, sendo que o distrito-sede era o mais populoso, contando com 255 522 habitantes, seguido por Pains, com 4 968 moradores.

## Distritos de Santa Maria
| Distrito                    | Código IBGE | Habitantes (2022) | Domicílios particulares (2022) | Data de criação        | Localização |              |           |     |     |                    |  |
| --------------------------- | ----------- | ----------------- | ------------------------------ | ---------------------- | ----------- | ------------ | --------- | --- | --- | ------------------ |  |
| Distrito                    | Código IBGE | Habitantes (2022) | Domicílios particulares (2022) | Data de criação        | Localização | Arroio do Só | 431690710 | 805 | 342 | 4 de março de 1896 |  |
| Arroio Grande               | 431690712   | 3 087             | 1 107                          | 19 de dezembro de 1988 |             |              |           |     |     |                    |  |
| Boca do Monte               | 431690715   | 2 968             | 1 204                          | 31 de dezembro de 1913 |             |              |           |     |     |                    |  |
| Pains                       | 431690720   | 4 968             | 1 770                          | 29 de abril de 1914    |             |              |           |     |     |                    |  |
| Palma                       | 431690723   | 797               | 300                            | 19 de dezembro de 1997 |             |              |           |     |     |                    |  |
| Passo do Verde              | 431690733   | 510               | 216                            | 19 de abril de 1991    |             |              |           |     |     |                    |  |
| Santa Flora                 | 431690735   | 919               | 370                            | 27 de julho de 1962    |             |              |           |     |     |                    |  |
| Santa Maria (distrito-sede) | 431690705   | 255 522           | 100 409                        | -                      |             |              |           |     |     |                    |  |
| Santo Antão                 | 431690738   | 1 495             | 309                            | 28 de dezembro de 2001 |             |              |           |     |     |                    |  |
| São Valentim                | 431690750   | 664               | 277                            | 19 de dezembro de 1997 |             |              |           |     |     |                    |  |